# Tom Brabazon

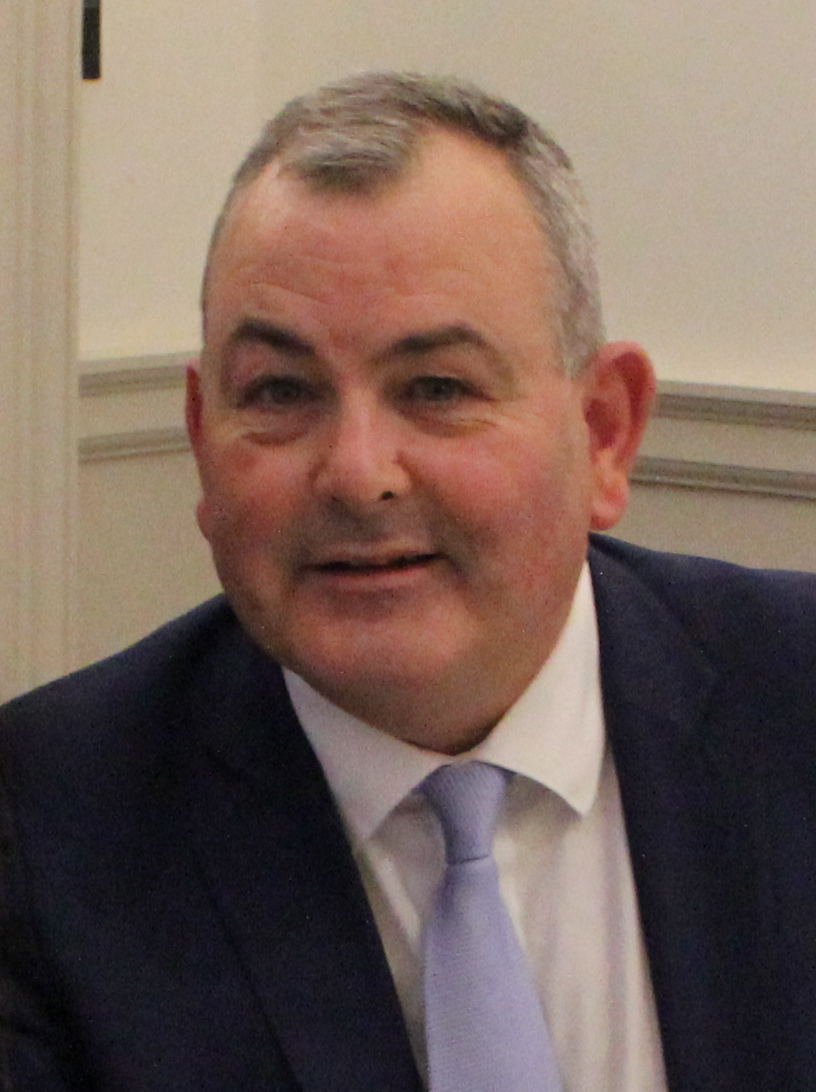
Tom Brabazon (2024)

Tom Brabazon  ist ein irischer Politiker (Fianna Fáil) und war von Februar 2020 bis Juni 2020 der 351. Oberbürgermeister von Dublin (Lord Mayor of Dublin).

## Leben
Brabazon gehört seit 2003 dem Stadtrat von Dublin (Dublin City Council) an. 2019 erfolgte seine Wahl zum stellvertretenden Oberbürgermeister (Deputy Lord Mayor).
Nachdem der bisherige Oberbürgermeister von Dublin, Paul McAuliffe, am 8. Februar 2020 in den Dáil Éireann gewählt worden war und daraufhin sein Amt sowie sein Mandat als Stadtrat niederlegte, wurde Brabazon am 24. Februar 2020 zum Nachfolger seines Parteikollegen gewählt. Seine Parteikollegin Racheal Batten wiederum besetzte das damit vakant gewordene Amt des stellvertretenden Oberbürgermeisters. Brabazon bekleidete das Amt des Oberbürgermeisters bis zur nächsten regulären Wahl im Juni desselben Jahres.
Bei den Wahlen zum Dáil Éireann 2024 gelang es ihm, einen Sitz im Wahlkreis Dublin Bay North zu erringen.